# C/2012 U1 (PANSTARRS)
C/2012 U1 (PANSTARRS) — одна з довгоперіодичних комет. Ця комета була відкрита 18 жовтня 2012 року; вона мала 21.0m на час відкриття.